# Never or Now
Never or Now es el álbum debut de la cantante inglesa de música Pop-Dance Lisa Scott-Lee, publicado por el momento en Luxemburgo, Bélgica, Países Bajos, Sudáfrica y China.

## Descripción
Fue el primer álbum publicado Lisa Scott-Lee. En teoría, su primer disco debería haber sido Unleashed, pero debido a su despido de la discográfica inglesa Mercury Records UK, el disco se canceló, siendo un "rare álbum", distribuido para la radio inglesa.
Después de este fracaso y del despido de Ministry Of Sound UK, debido al fracaso del sencillo "Get It On" feat. Intenso Project, que llegó al nº23 en el Reino Unido, Lisa decidió seguir luchando por su carrera musical. En 2005 fue contratada por la discográfica inglesa Sheer Music UK, filial de Universal. Con ella, publicó el sencillo "Electric", cuyos resultados fueron malos, debido a que debutó en el nº13, pero descendiendo al 47 en su segunda semana en el Reino Unido.
A pesar de esto, Concept decidió grabar un álbum con Lisa y, en enero de 2007, habían confirmado la publicación del disco para febrero en algunos países de Europa y África.
El disco fue publicado el 5 de febrero de 2007 en Bélgica, Países Bajos y Luxemburgo, obteniendo bastante éxito, consiguiendo Top 20's con su álbum y vendiendo casi 50.000 copias en total. Un día más tarde saldría a la venta en Sudáfrica, donde vendió 15.000 copias en su primera semana, y copando el puesto 40.
Más tarde, se decidió también probar suerte en el mercado musical de China, siendo publicado el disco el 19 de febrero, llegando al nº14.
El 18 de junio, vía descargas legales en Internet, el disco fue puesto a la venta en el Reino Unido y en Irlanda, aunque debido a la no-promoción de su disco, el álbum fue un fracaso en las listas digitales de ambos países.

## Listado de canciones
1. Lately
2. Too Far Gone
3. Electric
4. Back In Time
5. Obscenely Delicious
6. Boy On The Dance Floor
7. Give You My Love
8. Make It Last Forever
9. Sleazy
10. I'll Wait For You
11. You're No Good For Me
12. Rush
13. Never Or Now
14. Don't You Want My Number

- South Africa Bonus Tracks:

15. A Little Bit Of Sunshine

16. Intangible Love

## Sencillos publicados
| Año       | Sencillos                | Discográfica      | Copias Vendidas |
| --------- | ------------------------ | ----------------- | --------------- |
| 2003      | Lately                   | Mercury Records   | 75 000          |
| 2003      | Too Far Gone             | Mercury Records   | 60 000          |
| 2004      | Get It On                | Ministry Of Sound | 30 000          |
| 2005 2007 | Electric                 | Concept Records   | 25 000          |
| 2007      | Don't You Want My Number | Concept Records   | 30 000          |
| 2007      | A Little Bit Of Sunshine | Sheer Music       | 5000            |

## Posiciones y certificaciones
| Lista (2007)                  | Posición más alta | Certificaciones | Ventas  |
| ----------------------------- | ----------------- | --------------- | ------- |
| Belgium Top 20 Albums         | 8                 | Oro             | 30.000  |
| Luxemburgo Top 10 Albums      | 5                 | Oro             | 5.000   |
| The Netherlands Top 50 Albums | 15                | —               | 30.000  |
| South Africa Top Albums       | 16                | —               | 18.000  |
| China Top 100 Albums          | 14                | —               | 20.000  |
| UK Top 200 Albums             | N/C               | —               |         |
| Ireland Top 100 Albums        | N/C               | —               | 30      |
| TOTAL                         |                   |                 | 100.000 |

## Trayectoria en las Listas
| Posición | 16 | 10 | 8 | 18 | 36 | 58 | 81 | 147 | Out | Out |

| Posición | 12 | 9 | 5 | 11 | 29 | 40 | 78 | 120 | 178 | Out | Out |

| Posición | 31 | 19 | 15 | 24 | 57 | 85 | 129 | Out | Out |

| Posición | 40 | 18 | 16 | 27 | 44 | 78 | 140 | 189 | Out | Out |

| Posición | 17 | 14 | 25 | 46 | 91 | 166 | Out | Out |

- Datos: Q7004368